# 江欢成
江欢成（1938年11月23日—），生于广东梅州，中国工程结构专家，东方明珠广播电视塔的设计师。1995年当选为中国工程院院士。